# مرسوم أميري
المرسوم الأميري هو مرسوم يصدر عن الأمير أو أحد ممثليه عادة في البحرين والكويت وقطر والإمارات العربية المتحدة.
على سبيل المثال:
- المرسوم الأميري بقانون رقم 13 لسنة 1984 (البحرين) بإنشاء مجلس أعلى لخدمات العمل. [1]
- المرسوم الأميري رقم 11/1999 (قطر) تشكيل لجنة صياغة الدستور.[2]
- المرسوم الأميري رقم 3 لسنة 1988 وتعديلاته بموجب المرسوم الأميري رقم 3 لسنة 1996 (عجمان، الإمارات العربية المتحدة) بإنشاء منطقة عجمان الحرة.[3]